# Подручный Хадсакера
«Подручный Хадсакера» (другие варианты русского прокатного названия: «Подставное лицо» и «Зиц-председатель»; англ. The Hudsucker Proxy — «замена Хадсакеру», «исполняющий обязанности Хадсакера») — эксцентрическая кинокомедия братьев Коэн, стилизованная под образцы жанра, созданные в середине века такими режиссёрами, как Фрэнк Капра и Говард Хоукс. В работе над фильмом также принимал участие Сэм Рэйми. Главные роли исполнили Тим Роббинс и Дженнифер Джейсон Ли.

## Сюжет
В декабре 1958 года Норвилл Барнс (Тим Роббинс), выпускник колледжа из штата Индиана, приезжает в Нью-Йорк в поисках работы. Из-за отсутствия опыта ему приходится поступить курьером в корпорацию Хадсакер Индастриз. Президент компании Уоринг Хадсакер (Чарльз Дёрнинг) внезапно совершает самоубийство прямо на заседании совета директоров, спрыгнув с верхнего этажа небоскрёба. Сидни Джей Массбергер (Пол Ньюман), безжалостный член совета директоров, узнаёт, что доля акций покойного президента будет вскоре выставлена на публичные торги, и составляет план завладения контрольным пакетом в компании. Для этого ему нужно обрушить курс акций, назначив дилетанта на должность временного президента компании.
Норвилл получает задание доставить Массбергеру важное послание Хадсакера — «синее письмо», отправленное им незадолго до самоубийства. Он пользуется этой возможностью, чтобы продемонстрировать Массбергеру чертёж своего изобретения, над которым он долго работал, — результат его трудов выглядит как простое изображение круга. Решив, что Норвилл — слабоумный, Массбергер выбирает его как временную замену (англ. proxy) для Хадсакера. Молодой журналистке Эми Арчер (Дженнифер Джейсон Ли), лауреату Пулитцеровской премии, поручают написать статью о Норвилле. Чтобы провести расследование, она нанимается в Хадсакер Индастриз на должность личного секретаря Барнса, представившись выпускницей из Индианы. Ночью она осматривает здание в поисках подсказок и сталкивается с Мозесом (Билл Коббс), обслуживающим гигантские часы на верхнем этаже башни. Часовщик, который, по его словам, «знает всё, что касается Хадсакера», рассказывает Эми о плане Массбергера. Но когда она сообщает об этом своему редактору, тот не верит ей.
Совет директоров решает запустить в производство изобретение Норвилла — обруч «Хула-хуп»; они надеются, что это обрушит акции компании. Однако неожиданно обруч становится самым популярным продуктом компании в истории. Норвилл в результате успеха превращается в очередного бесчувственного бизнес-магната. Эми, ранее очарованная наивностью Норвилла, приходит в ярость от его нового имиджа и покидает парня. Лифтёр Базз (Джим Тру-Фрост) предлагает Норвиллу своё изобретение — пластиковую трубочку для коктейлей, но тот отвергает его идею и увольняет Базза. Уборщик Алоиз (Гарри Багин) случайно выясняет настоящую личность Эми и докладывает о своём открытии Массбергеру. Тот объявляет Норвиллу об увольнении после Нового года и принимается убеждать совет директоров, что Норвилл безумен и его нужно поместить в психиатрическую лечебницу.
В новогоднюю ночь Эми обнаруживает нетрезвого Норвилла в баре битников, и пытается помириться с им. Норвилл в раздражении убегает. Его преследует толпа во главе с Баззом, которого Массбергер уверил, что Норвилл украл у него идею хула-хупа. Норвилл прячется на верхнем этаже небоскрёба Хадсакера, переодевается в свою форму курьера и взбирается на крышу. Алоиз не даёт ему спуститься обратно, и Норвилл, поскользнувшись, падает с крыши ровно в полночь с ударом курантов. Мозес останавливает часы здания — и тут случается чудо: время замирает, когда Норвилл находится у самой поверхности земли. Уоринг Хадсакер появляется в виде ангела и рассказывает, что «синее письмо»,  так и не переданное Норвиллом Массбергеру, содержит завещание, которое передаёт все акции Хадсакера его непосредственному преемнику — то есть Норвиллу. Мозес справляется с Алоизом, время возобновляет ход, а Норвилл падает на землю с небольшой высоты, на которой завис, невредимым. Эми и Норвилл мирятся.
Начинается 1959 год, и в психиатрическую клинику заключают Массбергера, а Норвилл работает над новым изобретением для детей — изображённым на помятой бумаге уже знакомым кругом, который на сей раз станет летающим диском.

## В ролях
- Тим Роббинс — Норвилл Барнс
- Дженнифер Джейсон Ли — Эми Арчер
- Пол Ньюман — Сидни Дж. Массбергер
- Джон Махони — главный редактор «Аргуса»
- Джим Тру-Фрост — лифтёр Базз
- Билл Коббс — часовщик Мозес
- Гарри Бьюджин — уборщик Алоизиус
- Чарльз Дёрнинг — Уоринг Хадсакер
- Питер Галлахер — певец Вик Тенетта
- Стив Бушеми — бармен в баре битников

## Съёмки
В фильм включены «пасхальные яйца» — отсылки к другим произведениям братьев Коэн:
- Рабочие в униформе «Hudsucker Industries» появлялись у Коэнов ещё в фильме «Воспитание Аризоны» (1987).
- Песенку, которую распевает глава корпорации Хадсакер, превратившись в Ангела, пели в «Воспитании Аризоны» главные герои сразу после того, как похитили ребенка.
- Персонаж из «Хадсакера» по имени Карл Мандт появлялся в фильме «Бартон Финк» (1991).
- Фамилия персонажа Сидни Массбергера — отсылка к антагонисту романа Роберта Музиля «Человек без свойств».

В предисловии к опубликованному сценарию «Хадсакера» появилось интервью с несуществующим продюсером фильма Джоном Сильвером, который признавался, что с Коэнами было ужасно сложно работать. Помимо прочего фальшивый продюсер утверждал, что хотел бы, чтобы главную мужскую роль, доставшуюся Тиму Роббинсу, исполнил Этан Коэн, а главную женскую роль (Дженифер Джейсон Ли) — Жанна Моро (в 1994 году ей исполнилось 66 лет).

## Отзывы
Премьера фильма состоялась на фестивале независимого кино «Сандэнс»; он также участвовал в конкурсе Каннского кинофестиваля. В прокате провалился. Критики увидели единственную задачу создателей фильма в хитроумном сплетении аллюзий и стилизации под любимые ими ленты Голливуда студийной эры. «Один глянец и никакого содержания», — писал в своей рецензии Роджер Эберт.

## Интересные факты
В фильме важную роль играют круги. Художник-постановщик Деннис Гасснер включает округлые формы в объекты и архитектуру на каждом шагу. В сцене, где кофейная кружка оставила след в форме круга на газете, является уже отсылкой к Жан-Люку Годару, который использовал дымящуюся чашку кофе в своих работах как метафору Вселенной. Круг также является и метафорой того, как разворачивается сюжет: он раскручивается, словно обруч, погружая нас в мир компании всё глубже и глубже.
В фильме демонстрируется и эклектика. Фильм вбирает в себя три десятилетия классических голливудских комедий в одно пространство. Персонажи разговаривают так, будто они попали в фильм из 1930-х, одеваются так, будто они из 1940-х, а работают в офисах, смоделированных по кинокартинам из 1950-х. Каждый кабинет в Hudsucker Industries выглядит в точности как в фильме Роберта Уайза  «Административная власть».